# Twylight
Twylight ist ein Jazzalbum von Geri Allen. Die 1987 im Sound Ideas Studio, New York City, entstandenen Aufnahmen erschienen 1989 auf minor music bzw. in den Vereinigten Staaten und in Japan bei PolyGram/Verve Records.

## Hintergrund
Nach ihrem von M-Base-Konzepten geprägten Album Open on All Sides – In the Middle nahm die Pianistin Geri Allen ein weiteres Album mit Freunden aus der Metropolregion Detroit auf, sowohl im Trio mit dem Schlagzeuger Tani Tabbal und dem Bassisten Jaribu Shahid, als auch verstärkt durch die beiden Perkussionisten Sadiq Bey und Eli Fountain.

## Titelliste
Geri Allen: Twylight (Minor Music CD MM 801014)
1. When Kabuya Dances, 8:42
2. Shadow Series , 6:06
3. Skin, 1:43
4. A Place of Power, 4:10
5. Twylight, 1:11
6. Stop the World, 4:06
7. Wood, 2:36
8. Little Wind, 4:22
9. Dream Time, 3:44
10. Blue, 4:11
11. Black Pools, 4:29

Alle Kompositionen stammen von Geri Allen.

## Rezeption
Michael G. Nastos verlieh dem Album in AllMusic vier Sterne und meinte, Geri Allens fünfte Aufnahme insgesamt und der zweite Versuch, der sowohl akustische als auch elektrische Instrumente enthält, sei eine beeindruckende Darstellung der Verschmelzung naturbezogener und spiritueller Grundideen mit Jazz-, Funk-, Soul-Elementen. Allens Musik sei war nie ausgeprägter und einzigartiger gewesen wie hier, wo sie wie eine musikalische Zauberin erscheine. Die Musik, die Teil ihres selbsternannten Black Pool Project sei, werde insgesamt von multiethnischer Perkussion unterbrochen, während flüssige, quecksilberne und schwer fassbare Modalmelodien, die durch die frische harmonische Pianistik Allens erweitert werden. Dies sei eine atemberaubend schöne Aufnahme, auch wenn manch ein Hörer Anläufe brauche, um sich an Allens Klangästhetik zu gewöhnen, aber die ultimative Belohnung für diese hohe künstlerische Leistung sei grenzenlos.
Ethan Iverson wies darauf hin, dass die beiden auf Home Grown (1985) folgenden Produktionen – Open on All Sides – In the Middle mit einer kompletten Band und Twylight als eine erweiterte Triosession – Synthesizer, Overdubs, Gesang und andere Anleihen aus der Popmusik und Fusion enthielten, die von einer Rhythmusgruppe aus ihrer Heimatstadt Detroit, von Jaribu Shahid und Tani Tabbal verankert würden. Vielleicht sei nicht jede Produktionsauswahl gut gealtert (es waren schließlich die 80er Jahre), merkt Iverson kritisch an, aber die Integrität der Kompositionen sei bemerkenswert. Twylight biete ein konzentriertes Angebot an Allens seltsamen Vamps, die sich gleichzeitig alt und frisch anfühlen. Über diesen Vamps spiele Allen hübsche Akkorde, bluesige Melodien oder gezackte Formen. Jeder tue dies heute, so Iverson, „aber zu der Zeit war es ein mitreißender Ruf zu den Waffen.“
Giovanni Russonello schrieb in seinem Nachruf auf Geri Allen in The New York Times, sowohl Geri Allens akademische Ausbildung als auch ihre Erziehung in Detroit – einer Brutstätte schwarzer Musik verschiedener Stile – trugen beiderseits zu ihrer Entwicklung bei. Auf Twylight werde dieser Einfluss deutlich, auf dem sie mit einer Band von Detroiter Musikern afrikanische Schlaginstrumente und auch Synthesizer integrierte.